# 21ste Prix Lumières
De ceremonie van de 21ste Prix Lumières werd georganiseerd door de Académie des Lumières en vond plaats op 8 februari 2016 op de Espace Pierre Cardin te Parijs. De nominaties werden op 4 januari 2016 bekendgemaakt, waarbij Trois souvenirs de ma jeunesse het meest succesvol was met zeven nominaties. De grootste winnaar was Mustang met vier prijzen.

## Nominaties en winnaars

### Beste film
- Mustang
  - La Belle Saison
  - Dheepan
  - L'Hermine
  - Marguerite
  - Trois souvenirs de ma jeunesse

### Beste regisseur
- Arnaud Desplechin - Trois souvenirs de ma jeunesse
  - Jacques Audiard - Dheepan
  - Catherine Corsini - La Belle Saison
  - Philippe Garrel - L'Ombre des femmes
  - Xavier Giannoli - Marguerite
  - Maïwenn - Mon roi

### Beste acteur
- Vincent Lindon - La Loi du marché en Journal d'une femme de chambre
  - Gérard Depardieu - Valley of Love
  - André Dussollier - 21 nuits avec Pattie
  - Fabrice Luchini - L'Hermine
  - Vincent Macaigne - Les Deux Amis
  - Jérémie Renier - Ni le ciel ni la terre

### Beste actrice
- Catherine Frot - Marguerite
  - Emmanuelle Bercot - Mon roi
  - Clotilde Courau - L'Ombre des femmes
  - Izïa Higelin - La Belle Saison
  - Isabelle Huppert - Valley of Love
  - Elsa Zylberstein - Un plus une

### Beste jong mannelijk talent
- Rod Paradot - La Tête haute
  - Stany Coppet - La vie pure
  - Quentin Dolmaire - Trois souvenirs de ma jeunesse
  - Alban Lenoir - Un Français
  - Félix Moati - À trois on y va
  - Harmandeep Palminder - Bébé tigre

### Beste jong vrouwelijk talent
- Gunes Nezihe Sensoy, Doga Zeynep Doguslu, Elit Iscan, Tugba Sunguroglu en Ilayda Akdogan - Mustang
  - Golshifteh Farahani - Les Deux Amis
  - Sara Giraudeau - Les Bêtises
  - Baya Medhaffar - À peine j'ouvre les yeux
  - Lou Roy-Lecollinet - Trois souvenirs de ma jeunesse
  - Sophie Verbeeck - À trois on y va

### Beste debuutfilm
- Mustang - Deniz Gamze Ergüven
  - Bébé tigre - Cyprien Vial
  - Les Deux Amis - Louis Garrel
  - Ni le ciel ni la terre - Clément Cogitore
  - La Vie pure - Jérémy Banster
  - Vincent n'a pas d'écailles - Thomas Salvador

### Beste Franstalige film in coproductie
- Much Loved - Nabil Ayouch  Marokko -  Frankrijk
  - À peine j'ouvre les yeux - Leyla Bouzid  Tunesië -  België -  Frankrijk
  - L'Année prochaine - Vania Leturcq  België -  Frankrijk
  - Les Terrasses - Merzak Allouache  Algerije -  Frankrijk
  - Le Tout Nouveau Testament - Jaco Van Dormael  België -  Frankrijk -  Luxemburg
  - La Vanité - Lionel Baier  Zwitserland -  Frankrijk

### Beste scenario
- Fatima
  - La Belle Saison
  - Trois souvenirs de ma jeunesse
  - Mustang
  - Marguerite
  - 21 nuits avec Pattie

### Beste cinematografie
- David Chizallet - Mustang, Les Anarchistes en Je suis un soldat
  - Matias Boucard - L'Affaire SK1
  - Irina Lubtchansky - Trois souvenirs de ma jeunesse
  - Claire Mathon - Le Dernier Coup de marteau, Mon roi en Les Deux Amis
  - Arnaud Potier - Les Cowboys
  - Sylvain Verdet - Ni le ciel ni la terre

### Beste filmmuziek
- Grégoire Hetzel - La Belle Saison en Trois souvenirs de ma jeunesse
  - Bruno Coulais - Journal d'une femme de chambre
  - Warren Ellis - Mustang
  - Mike Lévy - Maryland
  - Béatrice Thiriet - L'Astragale
  - Jean-Claude Vannier - Microbe et Gasoil

### Beste documentaire
- Le Bouton de nacre (ex aequo)
- L'Image manquante (ex aequo)
  - Demain
  - Human
  - Sud Eau Nord Déplacer
  - Nous venons en amis

### Films met meerdere nominaties
De volgende films ontvingen meerdere nominaties:
| Nominaties | Film                           | Prix Lumières |
| ---------- | ------------------------------ | ------------- |
| 7          | Trois souvenirs de ma jeunesse | 2             |
| 6          | Mustang                        | 4             |
| 5          | La Belle Saison                | 1             |
| 4          | Les Deux Amis                  |               |
| 4          | Marguerite                     | 1             |
| 3          | Mon roi                        |               |
| 3          | Ni le ciel ni la terre         |               |
| 2          | 21 nuits avec Pattie           |               |
| 2          | À peine j'ouvre les yeux       |               |
| 2          | À trois on y va                |               |
| 2          | Bébé tigre                     |               |
| 2          | Dheepan                        |               |
| 2          | L'Hermine                      |               |
| 2          | Journal d'une femme de chambre | 1             |
| 2          | L'Ombre des femmes             |               |
| 2          | Valley of Love                 |               |
| 2          | La Vie pure                    |               |